# Parda
Parda (Urdu ردہ, Hindi पर्दा pardā, persisch پرده parda/parde, Plural pardahā, türkisch perde, „Vorhang“; englische Umschrift purdah) ist eine auf dem indischen Subkontinent sowohl in der muslimischen wie in der hinduistischen Bevölkerung verbreitete Form der Abschirmung der Frau.
Wo Frauen auch in die Öffentlichkeit treten, kann die Abschirmung über eine den gesamten Körper, oft einschließlich des Gesichts, bedeckende Kleidung, traditionell ein burka-artiges Gewand, erfolgen. Verbreitet sind aber auch der Tschador und der Niqab (Gesichtsschleier). Die körperliche Abschottung innerhalb eines Gebäudes geschieht durch eigene Bereiche für Frauen (in größeren Gebäuden, Harem = verbotener Bezirk), Vorhänge und Ähnliches. Das Leben einer Frau in Parda beschränkt ihre persönlichen, sozialen und wirtschaftlichen Interaktionen mit der Außenwelt (Seklusion). In seinem Roman Das Heim und die Welt (1916) erzählt der bengalische Literaturnobelpreisträger Rabindranath Tagore die Geschichte von Bimela, einer in der Tradition aufgewachsenen Hindu, die Purdah schrittweise verlässt und in die Welt hinaustritt.
Während der Taliban-Herrschaft galten in Afghanistan strenge Parda-Vorschriften. Die Praxis wird in den meisten Regionen Arabiens und des indischen Subkontinents islamisch begründet.

## Andere Bedeutungen
- In der englischen Umgangssprache ist das Wort Purdah ein Synonym für Segregation im Sinne von „Geschlechtertrennung“.
- Im Persischen bezeichnet parda den „Bund eines Saiteninstruments“, „Ton“, „Note“ und die „Tonskala“ einer Gruppe von Modi in der klassischen persischen Musik. Vom Persischen übernommen heißt auch Hindi parda (neben sarika) „Bund eines Saiteninstruments“.
- Purdah wird vom britischen Schatzkanzler zur Bezeichnung der Zeitspanne verwendet, während der bereits Pläne dafür ausgearbeitet sind, aber der jährliche Haushalt noch nicht vorgestellt wurde und während der er keine Themen diskutiert, die für den kommenden Haushalt relevant sein könnten.
- Purdah wird im Vereinigten Königreich auch zur Bezeichnung der Zeit zwischen der Ankündigung und der Durchführung einer Wahl verwendet. Während dieser Zeit sind alle Regierungsaktivitäten, von denen angenommen wird, dass sie möglicherweise einer bestimmten Partei oder einem Kandidaten Vorteile verschaffen könnten, ausgesetzt.
- Die Schweigephase, die alle Mitglieder des EZB-Direktoriums vor planmäßigen notenpolitischen Sitzungen ausüben, wurde bis 2014 auch als Purdah bezeichnet. Jedoch wird diese Bezeichnung auf Grund der veralteten geschlechtsspezifischen Konnotationen nicht mehr verwendet.[1]